# Fastrac
Fastrac またはMC-1 エンジンはNASAによって小型の廉価な使い捨て型ロケット用に開発された液体燃料ロケットエンジンである。

## 概要
エンジンの点火はケロシンを供給する前に燃焼室内に始動用の点火剤を噴射して点火する。推進剤は単軸式の複式インペラターボポンプで供給される。
エンジンの設計は廉価で使い捨て式のアブレーション冷却による炭素繊維強化炭素複合材料製のノズルで推力60,000 lbf (285 kN)である。
MC-1のエンジンシステムの開発試験は1998年10月24日から実施され、中止されるまで3基のエンジンが別々の試験装置で48回の試験が実施されたエンジンは打ち上げられなかった。

## 後期型MC-1
FASTRAC計画の中止後、NASAはロータリー・ロケットやX-34計画のような他のロケットで使用する為にこの設計を用いる事を試みた。識別名称はFastrac 60K から MC-1に変更された。

## 遺産
Fastrac設計の基本的な原理(すなわちピントル式噴射装置とアブレーション冷却の燃焼室)は同じ協力会社が製造するターボポンプを使用するスペースX社のマーリン1Aエンジンに受け継がれている。
マーリン-1A は幾分、推力が大きい77,000 lbf (340 kN)に対してFastracは60,000 lbf (270 kN)である。同じ基本設計はターボポンプの改良後はより高推力化が可能だった。最新型のMerlin-1Dでは推力は155,000 lbf (690 kN)に到達するが再生冷却エンジンである。

## エンジン仕様諸元
- 海面高度での推力:
- 海面高度での比推力:
- 真空中での推力: 60,000 lbf (284.41 kN)
- 真空中での比推力: 314秒 (3.0 kN·s/kg)
- 燃焼器圧力:
- 総流量: 91.90 kg/s
- ガス発生器圧力: 39.64 bar
- ガス発生器温度: 888.89 K
- ノズル直径: 0.22 m
- 燃料: RP-1 (ロケットエンジン用ケロシン)
- 酸化剤: 液体酸素